# بيتر فرانك
بيتر فرانك (بالدنماركية: Peter Frank Andersen)‏ (26 مايو 1970 في الدنمارك - ) هو لاعب كرة قدم دانمركي في مركز الدفاع، شارك في الألعاب الأولمبية الصيفية 1992. وشارك مع منتخب الدنمارك تحت 21 سنة لكرة القدم. أما مع النوادي، فقد لعب مع كوبنهاغن بولدكلوب ونادي ستراسبورغ ونادي لينغبي ونادي هرفوليه وAkademisk Boldklub ‏ وبولدكلوبن فرم.

## وصلات خارجية
- بيتر فرانك على موقع قاعدة بيانات كرة القدم.إي يو (الإنجليزية)
- بيتر فرانك على موقع قاعدة بيانات كرة القدم.إي يو (الإنجليزية)
- بيتر فرانك على موقع أوليمبيديا (الإنجليزية)